# Valentin de Griselles
Pour les articles homonymes, voir Saint Valentin.
Valentin de Griselles est un prêtre ermite dans le Châtillonnais (en Bourgogne) au VIe siècle. Il est vénéré comme saint par l'Église catholique.

## Histoire
Valentin naît en 519 en limite de territoire burgonde à Latiscum, la ville du Mont Lassois, ou à Pothières dans une famille de notables romains. Il est élevé à Reims à la cour de Thibert Ier, petit-fils de Clovis.
Au moment de se marier, il se retire dans un ermitage proche où il fonde une petite église («égliselle» qui par allitération aurait donné Griselles au XIIe siècle). Ordonné prêtre vers 540 par Grégoire, évêque de Langres, sa vie exemplaire lui apporte une réputation de sainteté et à sa mort, vers 547, une véritable église est édifiée sur son tombeau.
En 1018 Ermengarde de Vermandois, fille d'Herbert II de Troyes fonde un prieuré sur les lieux. L'église, transformée au cours des siècles, intègre toujours la crypte du tombeau de Saint-Valentin qui fait encore l'objet d'études et de recherches. Un château, construit à proximité, est démantelé en 1407.

## Vénération

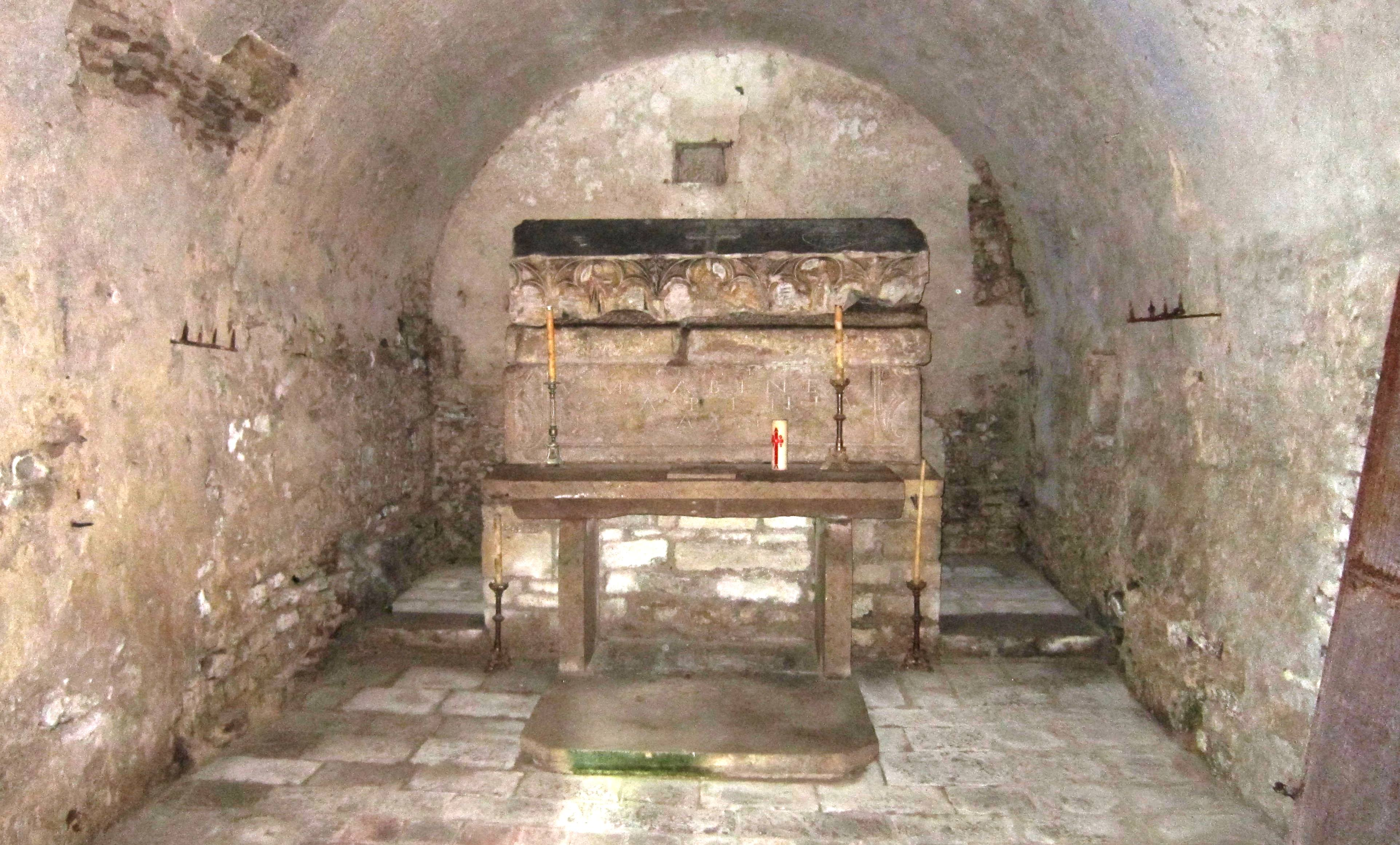
Le sarcophage de Saint-Valentin

La fête liturgique de saint Valentin de Griselles est fixée au 4 juillet. 
Sa crypte, qui se trouve sous le chevet de l'église actuelle de Griselles, renferme son tombeau constitué de trois parties : une cuve monolithe du IIe siècle et son couvercle en réemploi ainsi qu'un sur-couvercle sculpté du haut Moyen Âge plus ou moins bien ajusté.